# Archivio Storico nazionale
Archivio Storico nazionale (in spagnolo: Archivo Histórico Nacional) è un Archivio di Stato con sede a Madrid (Spagna).
È uno dei cinque archivi di Stato centrali spagnoli e fu fondato nel 1866, nel contesto delle riforme amministrative tipiche del passaggio dall'Ancien Régime allo Stato liberale, per conservare l'accumulo di documentazione proveniente da istituzioni soppresse, sia amministrative, ma anche ecclesiastiche, economiche, ecc.

## Storia
Nel 1858 era stato creato l'Archivo General Central del Reino con sede nel Palazzo Arcivescovile di Alcalá de Henares per raccogliere la documentazione inviata dal Segretario di Stato della Spagna.
Il 28 marzo 1866, con Regio Decreto, fu istituito l'Archivo Histórico Nacional (AHN), con lo scopo di raccogliere i documenti degli ordini monastici soppressi durante la Confisca spagnola.
Nel 1896 si insediò il nuovo direttore Vicente Vignau, quest'ultimo avviò un importante programma di espansione convogliando all'AHN fondi appartenenti o destinati ad altri archivi spagnoli. A quel tempo l'AHN aveva poco più di mille testi. Nel 1908, quando Vignau si ritirò, l'AHN aveva già più di 800.000 testi.
Nel 1910 l'espansionismo continuò con l'incorporazione della sezione "Inquisizione" dell'Archivio generale di Simancas e del Catasto Ensenada dal nome dell'omonimo marchese: in entrambi i casi come depositi temporanei divenuti poi definitivi.